# Бретеньер
Бретенье́р (фр. Bretenière) — коммуна во Франции, находится в регионе Бургундия. Департамент коммуны — Кот-д’Ор. Входит в состав кантона Женли. Округ коммуны — Дижон.
Код INSEE коммуны — 21106.

## Население
Население коммуны на 2010 год составляло 736 человек.
| 1962 | 1968 | 1975 | 1982 | 1990 | 1999 | 2010 |
| ---- | ---- | ---- | ---- | ---- | ---- | ---- |
| 338  | 436  | 446  | 513  | 675  | 776  | 736  |

## Экономика
В 2010 году среди 505 человек трудоспособного возраста (15—64 лет) 357 были экономически активными, 148 — неактивными (показатель активности — 70,7 %, в 1999 году было 71,8 %). Из 357 активных жителей работали 340 человек (180 мужчин и 160 женщин), безработных было 17 (6 мужчин и 11 женщин). Среди 148 неактивных 65 человек были учениками или студентами, 61 — пенсионерами, 22 были неактивными по другим причинам.